# Thamco
 (septembre 2016).
Si vous disposez d'ouvrages ou d'articles de référence ou si vous connaissez des sites web de qualité traitant du thème abordé ici, merci de compléter l'article en donnant les références utiles à sa vérifiabilité et en les liant à la section « Notes et références ».
Thamco (Thamer Comércio de Ônibus LTDA.) était une entreprise brésilienne, fabricant de carrosseries d'autobus. L'un de ses modèles les plus célèbres était l'entraîneur CMTC surnommé «Fofão» qui avait deux étages et rappelait le bus de la ville de Londres, en Angleterre.
Elle a été rachetée par Neobus en 1996.